# ムジナ

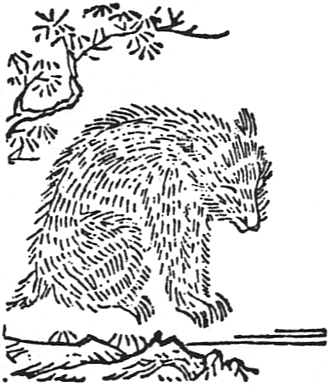
『和漢三才図会』より「狢」

ムジナ（貉、狢）とは、主にアナグマのことを指す。時代や地方によってはタヌキやハクビシンを指したり、これらの種をはっきり区別することなくまとめて指している場合もある。
この混乱は、「マミ」のような地方名を交えて、非常に複雑な様相を呈している。

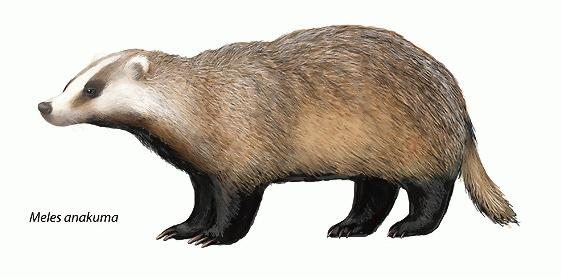
ニホンアナグマ
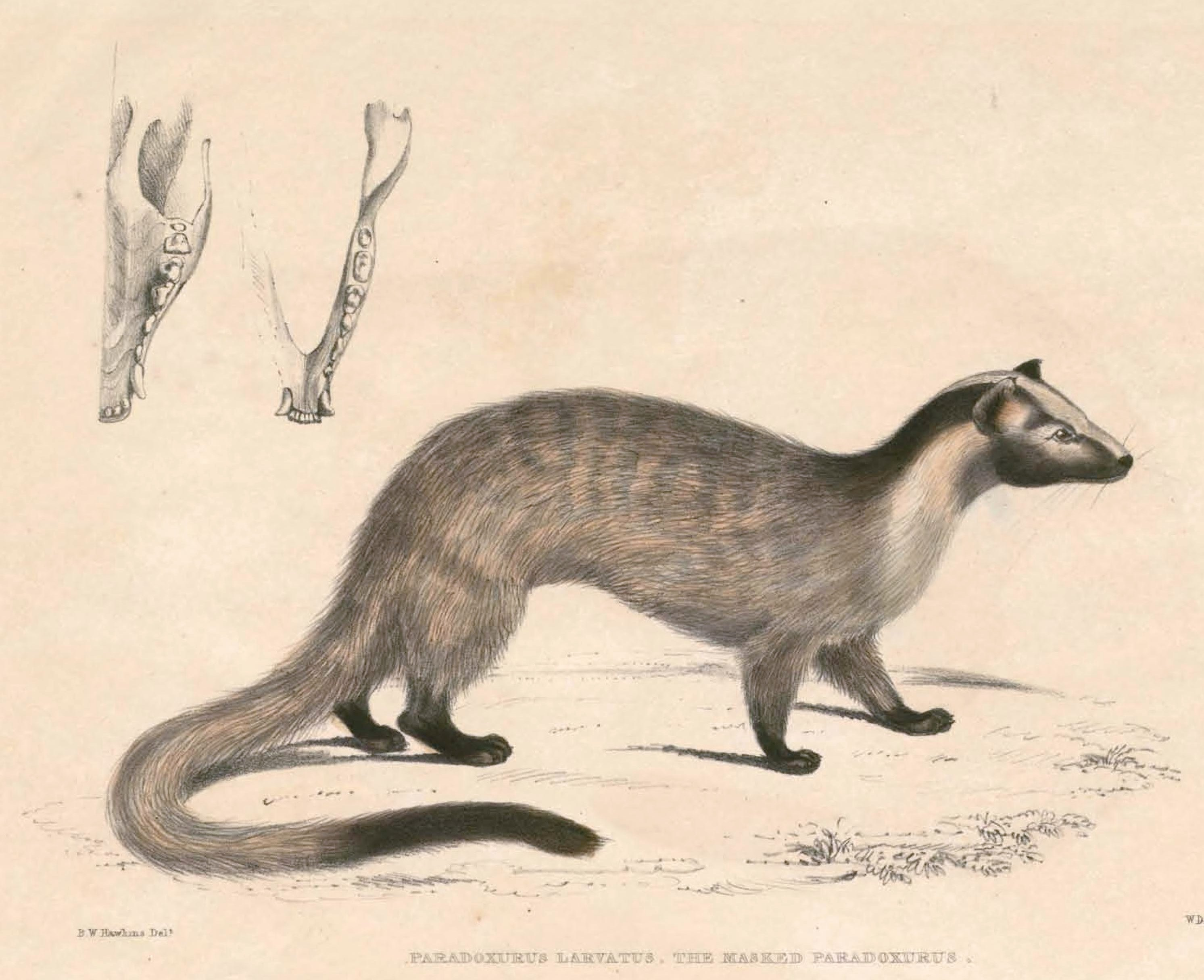
ハクビシン（トーマス・ハードウィック図）
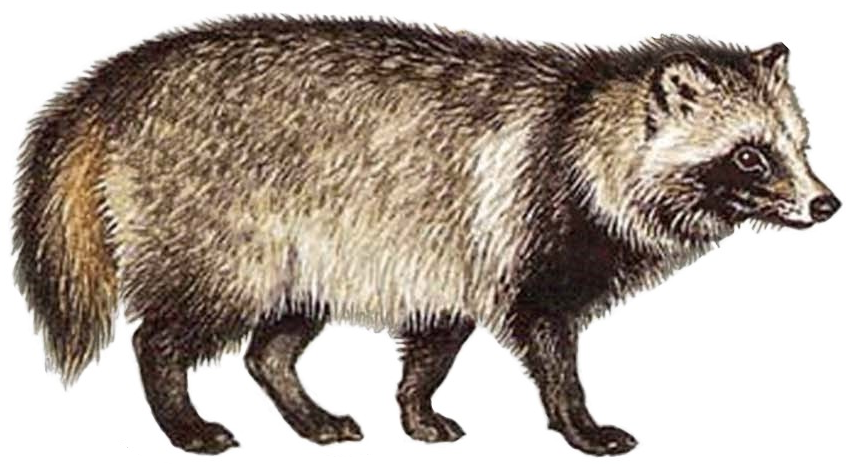
タヌキ

## ハクビシンとの関連
ムジナの候補のひとつとされるハクビシンは南方系の動物でありながら、九州に生息しておらず、四国および本州に生息していることや日本における生息が比較的近年まで確認されていなかった事実から帰化動物とされているが、ムジナとしてアナグマやタヌキと混同され、または雷獣として認識された、日本の在来種であったという説もある（ハクビシンの項も参照）。

## 民話におけるムジナ

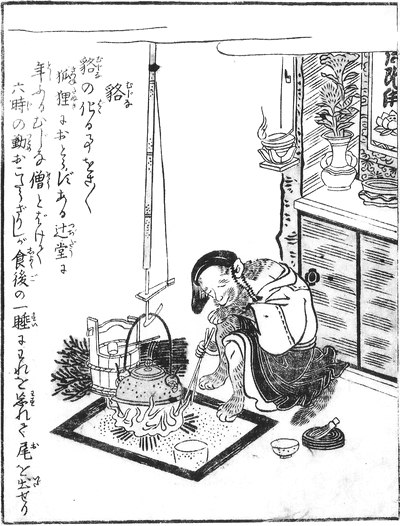
鳥山石燕『今昔画図続百鬼』より「貉」

目撃談によると、ムジナの大きさは犬くらいで後ろ足に比べて前足は短く、毛の色は茶色。歳をとると背中に白色（黒色）の毛が十字に生え、人を化かせるようになる。また、各地によって多少は異なっており、人の三倍の速差で走ることが出来たり、雌雄の仲が良かったりする。むじなの化かし方は大きく分けて3つあり、1つ目は田や道を深い川のように思わせる。2つ目は馬糞をまんじゅうに、肥溜めを風呂のように思わせる。3つめは方向感覚をなくすということである。このほかにも人を何人も殺す凶悪なむじながおり、一部の地域ではそれをおおむじなと呼ぶことがある。
日本の民話では、ムジナはキツネやタヌキと並び、人を化かす妖怪として描かれることが多い。文献上では『日本書紀』の推古天皇35年（627年）の条に「春2月、陸奥国に狢有り。人となりて歌う」とあるのが初見とされ、この時代にすでにムジナが人を化かすという観念があったことが示されている。下総地方（現・千葉県、茨城県）では「かぶきり小僧（かぶきりこぞう）」といって、ムジナが妙に短い着物を着たおかっぱ頭の小僧に化け、人気のない夜道や山道に出没し「水飲め、茶を飲め」と声をかけるといわれた。しかし、そのような話も、戦後以降見られなくなった。なお、小泉八雲の怪談にのっぺらぼうの化け物が出て来る作品「貉（むじな）」があり、八雲はこれをムジナが化けたものと見立てて「むじな」というタイトルを付けているが、小泉凡は、これを巨大な化け物が夜道に現れて人を嚇かすという日本の伝承にヒントを得て、八雲自身の子ども時代の体験と結びついて、八雲の創作である可能性を示唆している。
アイヌ語ではエゾタヌキを「モユㇰ（小さな獲物）」と呼び、特に顔が黒いものを「スケ（飯炊きをする）モユㇰ」と区別しているが、これはキムンカムイ（山の神、熊のこと）に仕えて飯炊きをしたので煤で顔が黒くなったという伝承のためとされる。なおアイヌ文化ではタヌキとムジナは区別されておらず、ユーカラ(叙事詩)「モユㇰ キムンカムイ」は一般的に「ムジナと熊」と訳される。「ムジナと熊」は熊と暮らしていたムジナがアイヌモシリ（人間の世界）に行った際、言いつけを破ったことでカムイモシリ（神の世界）へ戻れなくなってしまい、そのままチセ（家）の入り口を守る神・病を治す神になったという内容である。

## ことわざ
ことわざ「同じ穴のムジナ」とは、「一見違っているように見えるが、実は同類である」と言うことのたとえ。主に悪い意味で用いられることが多い。迷信では、ムジナが「（人間を化かすとされる）タヌキと同じ穴で生活する習性をもつこと」に由来していると思われる。実際にアナグマが掘った巣をタヌキやキツネ、アライグマが共同利用することが確認されている。